# Rueda calendárica

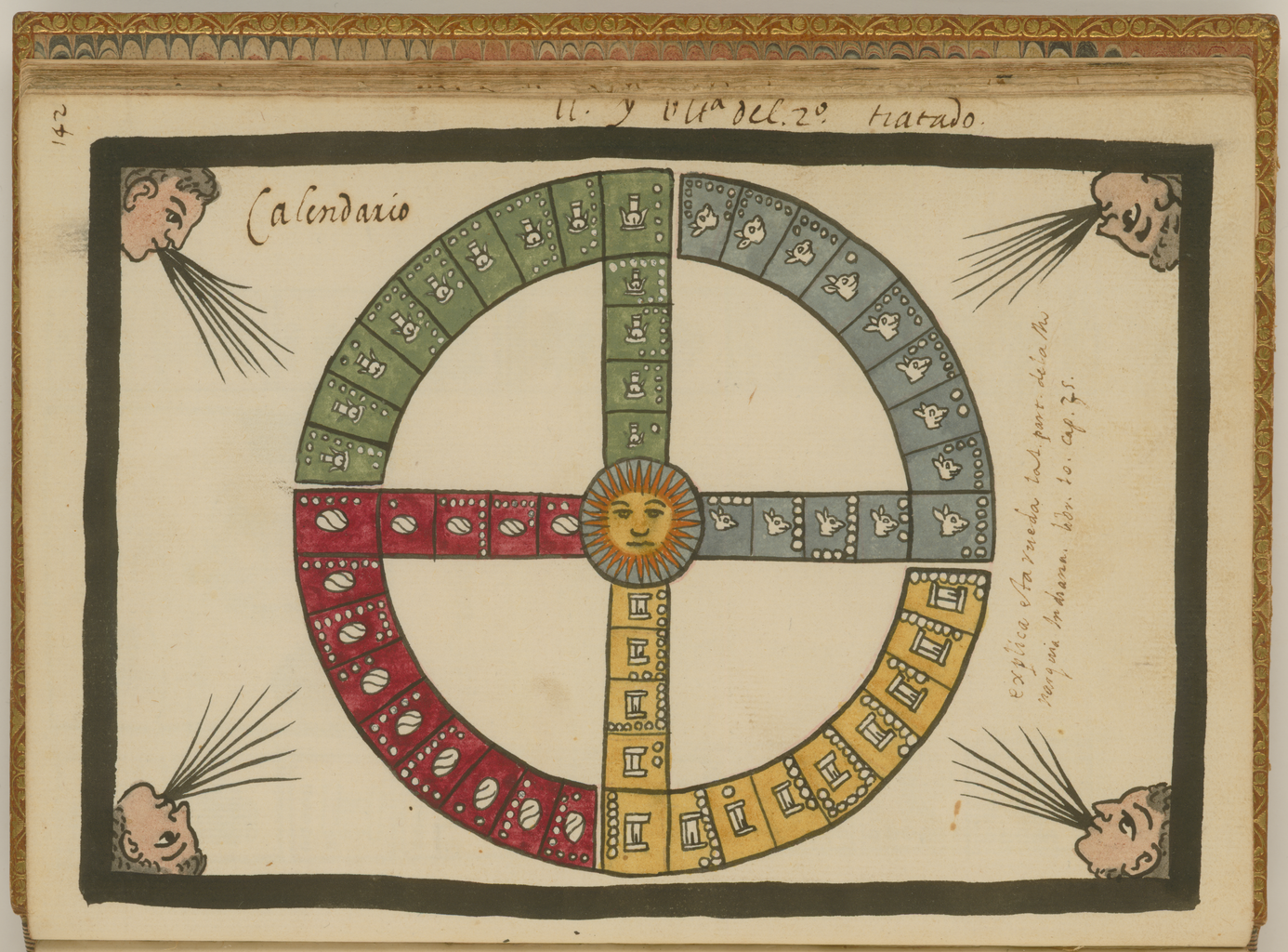
Representación del periodo de 52 años en el Códice Tovar.

En los calendarios mesoamericanos, la rueda calendárica es la combinación del ciclo de 260 días (Tzolkin en el Calendario maya, tonalpohualli en el calendario mexica) y el de 365 días (Haab en maya, xiuhpohualli en náhuatl, pije en zapoteco) que para encajarse tardan un período de más o menos 52 años, 18.980 días (el mínimo común múltiplo de 260 y 365).
| Hoy es lunes 17 de marzo de 2025 17:49 UTC | \| \| \| \| \| 12 Kumk’u \| |  |  |           |
|                                            |                             |  |  | 12 Kumk’u |

## Mecanismo
De la Rueda del Calendario, se dice que el ciclo de 52 años es más importante que el año.
Un ejemplo de fecha en la rueda calendárica, 8 Cauac 13 Zip, se referiría al octavo día de la trecena Cauac en el Tzolkin, que coincide con el día 13 de Zip en el Haab.
La diferencia entre los 52 años de 365 días cada uno y los 52 años de 360 días, es de 260 días exactamente; así se puede llevar el cálculo de sus coincidencias a través de ciclos de 260 días, ya que
- 18 980 = 73 x 260
- 18 720 = 72 x 260
- 5 256 = 72  x 73 = 9 x 584.[2]

También debe ser tomado en cuenta que 13 x 360 = 18 x 260 = 4 680.
- Es decir, si los 5 días de Uayeb' son omitidos (como debe haber sido el caso en los orígenes del calendario), los períodos de 360 y de 260 días coincidirían después de, respectivamente, 13 y 18 ciclos (13 "años" de 360 días).
- Cuatro de esos ciclos de 13 "años" abarcan 52 "años" de 360 días.
- Ahora, 52 veces esos 5 adicionales días de Wayeb' resultan en exactamente uno más de los ciclos de 260 días.

El sistema de la rueda calendárica, sirve para interpretar una sucesión infinita de períodos de 52 años.  Se desconoce su nombre en lenguas mayenses, pero el nombre en idioma náhuatl utilizado por los mexicas era "Xiuhnelpilli", aunque es más usual encontrarlo escrito como Xiuhmolpilli, forma gramaticalmente incorrecta; cuyo significado es anudación de los años. 
Cada 52 años las culturas mesomericanas realizaban importantes ceremonias. Para el caso de los mexicas era la llamada "ceremonia del fuego nuevo".

## Correlación mexica de los años
La siguiente tabla muestra la correspondencia del último periodo de 52 años entre los años mexicas y nuestros años:
| Tlalpilli Tochtli | Tlalpilli Acatl   | Tlalpilli Tecpatl | Tlalpilli Calli   |
| ----------------- | ----------------- | ----------------- | ----------------- |
| 1 tochtli / 1974  | 1 acatl / 1987    | 1 tecpatl / 2000  | 1 calli / 2013    |
| 2 acatl / 1975    | 2 tecpatl / 1988  | 2 calli / 2001    | 2 tochtli / 2014  |
| 3 tecpatl / 1976  | 3 calli / 1989    | 3 tochtli / 2002  | 3 acatl / 2015    |
| 4 calli / 1977    | 4 tochtli / 1990  | 4 acatl / 2003    | 4 tecpatl / 2016  |
| 5 tochtli / 1978  | 5 acatl / 1991    | 5 tecpatl / 2004  | 5 calli / 2017    |
| 6 acatl / 1979    | 6 tecpatl / 1992  | 6 calli / 2005    | 6 tochtli / 2018  |
| 7 tecpatl / 1980  | 7 calli / 1993    | 7 tochtli / 2006  | 7 acatl / 2019    |
| 8 calli / 1981    | 8 tochtli / 1994  | 8 acatl / 2007    | 8 tecpatl / 2020  |
| 9 tochtli / 1982  | 9 acatl / 1995    | 9 tecpatl / 2008  | 9 calli / 2021    |
| 10 acatl / 1983   | 10 tecpatl / 1996 | 10 calli / 2009   | 10 tochtli / 2022 |
| 11 tecpatl / 1984 | 11 calli / 1997   | 11 tochtli / 2010 | 11 acatl / 2023   |
| 12 calli / 1985   | 12 tochtli / 1998 | 12 acatl / 2011   | 12 tecpatl / 2024 |
| 13 tochtli / 1986 | 13 acatl / 1999   | 13 tecpatl / 2012 | 13 calli / 2025   |